# 엘 꼴라시코

LG 트윈스 로고

롯데 자이언츠 로고

엘 꼴라시코 또는 엘 롯라시코는 서울종합운동장 야구장을 사용하는 엘지트윈스와 부산 사직야구장, 울산문수야구장을 사용하는 롯데가 서로 물고 물리는 경기로써, 붙여진 이름이다.
레알과 바르셀로나의 경기를 “엘클라시코(the classic)”라고 부르는 데에서 빗댄(parody) 이름이다.

## 엘롯라시코 경기
1. 2014년 10월 17일 사직야구장에서 LG 트윈스-롯데 자이언츠와의 최종 경기. 이 경기에서는 롯데 자이언츠는 이미 탈락이 확정된 상태였지만, 반면 LG 트윈스에게는 너무나 중요한 경기였다. 당시 LG 트윈스 순위는 4위였지만 SK 와이번스와 딱 1경기 차이밖에 나지 않았다. 마침 SK 와이번스도 넥센 히어로즈와 목동야구장에서 경기를 펼쳤는데, 최종전에서 LG 트윈스가 특히 롯데 자이언츠에게 발목을 잡히면 SK 와이번스에게 오히려 2014년 KBO 포스트시즌 탈락할 수 있다는 의미였다. 단, 제일 먼저 SK 와이번스가 넥센 히어로즈를 먼저 잡고 난 후의 상황이었다. LG 트윈스는 초반에는 앞서갔으나 시간이 지나면서 서서히 롯데 자이언츠에게 역전당하고 말았다. 이러면 LG 트윈스는 불안한 경기를 펼쳐야 했지만 마침 같은 시간에 SK 와이번스도 넥센 히어로즈에게 끝내 이기지 못하면서 최종전 경기 상관없이 2014년 KBO 포스트시즌 진출에 성공했다. 하지만 LG 트윈스는 최종전에 롯데 자이언츠에게 5:8로 패했다.
2. 2017년 6월 27일 사직야구장에서 LG 트윈스와 롯데 자이언츠와의 경기에서는 12회말까지 펼쳐지는 대첩 사건이 일어났다. 9회말까지도 승부가 나지 않아 10회까지 가서 일단 LG 트윈스가 5점을 냈지만 곧바로 롯데 자이언츠도 5득점을 만회하면서 극적인 동점을 만들어내면서 패배를 면하면서 아울러 11회까지 기회가 계속 넘어갔다. 하지만 이후 득점은 끝내 나오지는 않았고 12회말 롯데 자이언츠의 마지막 공격에서 끝내기 승리를 이끌었다. 이 사이 그 동안 시간을 많이 이끌면서 시간은 0:05분을 가르켜 다시 한 번 무박 2일 경기가 펼쳐졌다.
3. 2017년 10월 3일 사직야구장에서 LG 트윈스와 롯데 자이언츠 최종 경기. 당시에는 2014년과 정반대로 LG 트윈스는 탈락이 확정되었고, 반면 롯데 자이언츠는 4위 안에 들어 벌써 2017년 KBO 포스트시즌이 확정된 상황. 단, 3위와 4위 확실하게 결정이 나지는 않았다. 3위냐? 4위냐? 결정은 5위와의 와일드카드 경기 결정이 아주 중요시하는 순위였기 때문이다. 그래도 롯데 자이언츠는 아직 4위 NC 다이노스보다 아주 유리한 고지에 놓여있었는데 경우의 수는 롯데 자이언츠가 적어도 이 경기를 지지 않으면 되는 상황이었다. 단, 여기서 NC 다이노스가 최종전 경기를 무조건 이기는 조건에서 따지는 일이었다. 일단 사직야구장에서 0:0으로 팽팽히 경기를 하는 도중에 NC 다이노스는 최종전을 앞서가면서 롯데 자이언츠에게는 무조건 이겨야 3위를 내주는 일이 없었다. 다행히 롯데 자이언츠가 먼저 선취점을 얻으면서 2:0으로 앞서가다가 7회초에 LG 트윈스가 끝내 동점까지 따라잡았지만 곧바로 7회말에 다시 4:2로 앞서가면서 이 점수를 끝내 버텼다. 결국엔 롯데 자이언츠는 LG 트윈스에게 끝내 발목을 잡히지 않고 자력으로 승리해 3위를 이룩하여 오랜만에 KBO 포스트시즌 진출에 성공했다.
4. 2018년 9월 19일 롯데 자이언츠와 LG 트윈스와의 2회초 경기 1루 주자 나간 상황에서 정주현의 실책으로 1,2루가 되었다. 8회초에는 LG 트윈스의 2루 수비가 아무도 없는 바람에 롯데 자이언츠가 11-6으로 달아났다. 8회말에는 이천웅이 쳤던 직선 파울플라이를 포수가 잡아내지 못했다. 10회초에는 도루 시도하는 2루 송구가 빠졌다.
5. 2019년 6월 12일에 롯데 자이언츠와 LG 트윈스와의 잠실야구장에서 10회말 경기 1,3루 주자가 나간 상황에서 오지환이 타자로 나왔을 무렵이다. 그 때에는 2스트라이크 2아웃이므로 분명히 딱 1번만 스트라이크를 잡으면 득점 없이 11회로 그냥 넘어갈 수 있는 상황이었다. 마침 오지환이 땅볼을 그만 헛치면서 이 때에 분명히 결과는 3스트라이크로 삼진 아웃으로 끝이 나야 될 상황인데 포수가 실수로 공을 뒤로 빠뜨려서 아웃을 면할 수 있는 기회가 생겼다. 이 틈을 타서 오지환은 1루로 뛰었고, 아울러 3루 주자도 홈으로 달렸다. 하지만, 포수는 너무 성급하게 1루로 던지느라 그만 엉뚱한 곳으로 나갔고 그 바람에 스트라이크 노아웃이 오히려 끝내기 득점으로 연결되는 약간 어이없는 상황이 펼쳐졌다. 이는 KBO 리그 사상 최초로 벌어진 사건이다.
6. 2021년 LG 트윈스와 롯데 자이언츠 최종 경기. LG 트윈스는 3위로 이미 2021년 KBO 포스트시즌 진출이 확정된 상황. 반면 롯데 자이언츠는 탈락이 확정된 상태였다. LG 트윈스는 아직 남아있는 부분이 있다면 최종전에 무조건 승리하고 KT 위즈와 삼성 라이온즈가 함께 패한다는 경우의 수였다. 처음에는 LG 트윈스가 밀어내기 볼넷으로 선취점을 가볍게 얻었지만, 7회말에 롯데 자이언츠의 솔로 홈런과 역전승으로 2:4로 패했다. 또다시 발목이 잡히는 현상이 일어나고 말았고 2위 안의 희망도 물거품이 되고 말았다.

### 결과
| 일자             | 원정 팀   | 득점 결과 | 홈팀          | 장소       | 결과                                                                   |
| ---------------- | --------- | --------- | ------------- | ---------- | ---------------------------------------------------------------------- |
| 2014년 10월 17일 | LG 트윈스 | 5 : 8     | 롯데 자이언츠 | 사직야구장 | 롯데 자이언츠의 승리 / LG 트윈스의 2014년 한국프로야구 포스트시즌 진출 |
| 2017년 6월 27일  | LG 트윈스 | 10 : 11   | 롯데 자이언츠 | 사직야구장 | 무박 2일 경기 / 롯데 자이언츠의 승리                                   |
| 2017년 10월 3일  | LG 트윈스 | 2 : 4     | 롯데 자이언츠 | 사직야구장 | 롯데 자이언츠 승리와 3위 확정 / 2017년 KBO 포스트시즌 확정             |